# Crucero del Norte
 (janvier 2020).
Pour les articles homonymes, voir CDN.
Crucero del Norte (CDN) est une entreprise argentine de bus longue distance consacrée au transport en commun. Elle a été fondée en 1949 par Demetrio Koropeski sous le nom d'El Crucero en opérant dans les provinces de Corrientes et Misiones.
Initialement, l'entreprise reliait Apóstoles avec Santo Tomé, et à mesure de que passait le temps, ils ont étendu son service et ils ont déménagé ses ateliers à Posadas. D'est ici venu le nom Crucero del Norte. Il en plus est propriétaire du Club Mutuel de nom homonyme, que aussi a son siège à Garupá.

## Histoire
En 1949, avec un véhicule Chevrolet approprié spécialement pour le transport de passagers, Demetrio Koropeski entamait le parcours entre des Apóstoles et Santo Tomé, avec fréquence quotidienne sur un parcours de 80 kilomètres et dont la durée dépendait des inconvénients que pourraient se présenter dans la route ou par les conditions météorologiques du moment.
Ans il après étend son parcours jusqu'à la ville de Posadas, en passant par La Cruz, Virasoro, Alvear et Yapeyú. En 1962, l'entreprise il se déplace ses ateliers à la localité de Posées, en se transformant (aussi bien que se connaît actuellement) dans l'entreprise Crucero del Norte et il élargit sa zone de couverture aux localités de Azara et Santo Tomé. La croissance de l'entreprise, a fait arriver à occuper un lieu important dans le contexte du transport de passagers dans le milieu national. En s'incorporent après à des services internationaux.
Durant l'an 2000 s'inaugure la gare de la localité de Garupá, celle qui seraient il serait la nouvelle maison de l'entreprise.

## Groupe
Crucero del Norte est censé un des groupes les plus grands de l'Argentine, et il a des services à 16 des 23 provinces en Argentine, au Panama, au Brésil et au Paraguay. il en plus possède une Gare Routière à Garupá et hôtels à Puerto Iguazú et Posadas.
- 2 entreprises de bus paraguayennes : Sol del Paraguay, Expreso Paraguay et Kuarahy[3] ;
- 1 hôtel/resort en Argentine : Hotel Resort Grand Crucero à Puerto Iguazú[2],[4] ;
- 1 équipe de football argentin : Club Mutual Crucero del Norte ;
- 1 entreprise de taxi aérien : Taxi aéreo Crucero del Norte[5] ;
- 1 entreprise argentine de logistique : Crucero Express.

### Club Mutual Crucero del Norte
Club Mutual Crucero del Norte est un club de foot que se trouve dans la localité de Garupá, dans la Province de Misiones. Il a été fondé le 28 juin 2003 par des employés de la compagnie et la famille Koropeski.
En 2019, l'équipe de foot du club, se trouve dans le Tournoi Fédéral À et il joue ses rencontres aussi bien que locale dans le Stade Comandante Andrés Guacurarí.

### Sol del Paraguay Líneas Aéreas
Sol del Paraguay Líneas Aéreas est une compagnie aérienne paraguayenne de ce groupe consacrée à des vols commerciaux et charter, avec siège dans l'Aéroport International Silvio Pettirossi de la ville de Asunción, Paraguay. Cette entreprise avait le nom de l'entreprise de bus paraguayenne du même groupe (qui relie le Paraguay avec le Brésil et l'Argentine) qu'est très connue dans ce pays.